# Список вулканів Мадагаскару
Список активних і згаслих вулканів Мадагаскару.
| Фото | Назва          | Висота (м) | Регіон                | Координати                                                | Останнє виверження |
| ---- | -------------- | ---------- | --------------------- | --------------------------------------------------------- | ------------------ |
|      | Амбре-Бобаомбі | 1475       | Діана                 | 12°36′ пд. ш. 49°09′ сх. д. / 12.60° пд. ш. 49.15° сх. д. | голоцен            |
|      | Марумукутру    | 2876       | Діана                 | 14°01′ пд. ш. 48°58′ сх. д. / 14.02° пд. ш. 48.97° сх. д. | невідомо           |
|      | Анкейзіна      | 2878       | Софія                 | 14°18′ пд. ш. 48°40′ сх. д. / 14.30° пд. ш. 48.67° сх. д. | голоцен            |
|      | Анкаратра      | 2644       | Вакінанкаратра        | 19°24′ пд. ш. 47°12′ сх. д. / 19.40° пд. ш. 47.20° сх. д. | голоцен            |
|      | Антанінаомби   | 622        | Діана (о. Носи Комба) | 13°29′ пд. ш. 48°21′ сх. д. / 13.48° пд. ш. 48.35° сх. д. | невідомо           |
|      | Ітаси          | 1800       | Ітаси                 | 19°01′ пд. ш. 46°46′ сх. д. / 19.01° пд. ш. 46.77° сх. д. | 6050 рік до н. е.  |
|      | Локобе         | 455        | Діана (о. Носи Бе)    | 13°25′ пд. ш. 48°19′ сх. д. / 13.41° пд. ш. 48.31° сх. д. | невідомо           |
|      | Пассот         | 329        | Діана (о. Носи Бе)    | 13°19′ пд. ш. 48°14′ сх. д. / 13.32° пд. ш. 48.23° сх. д. | невідомо           |